# Peter Stumpp
Peter Stumpp, neve Peter Stube, Peter Stubbe, Peter Stübbe vagy Peter Stumpfként is ismert (?, 1525 –‎ Bedburg, 1589) német földműves és állítólagos sorozatgyilkos. Azon felül, hogy boszorkánysággal és kannibalizmussal vádolták, a szóbeszéd szerint egy vérfarkas volt. Ezért úgy ismerték őt, mint „a bedburgi vérfarkas”.

## Élete
Noha Peter Stumpp születésének pontos helye és ideje ismeretlen, a források vizsgálata alapján valószínűleg a németországi Bedburg közelében, 1530 körülre tehető. Stumpp nevét Peter Stube, Peter Stub, Peter Stubbe, Peter Stübbe vagy Peter Stumpf néven is írják, és egyéb álnevei között olyanok szerepelnek, mint Abal Griswold, Abil Griswold és Ubel Griswold. A „Stump” vagy „Stumpf” nevet talán arra utalva kapta, hogy a bal kezét levágták, és csak egy csonk, németül „Stumpf”maradt a keze helyén. Azt állították, hogy mivel a „vérfarkasnak” levágták a bal mellső mancsát, így ugyanez a sérülés bizonyítja a férfi bűnösségét.
Stump, aki valószínűleg protestáns volt, vidéki közösségében jómódú földműves volt. Az 1580-as években feltehetőleg özvegy volt, és két gyermeke volt; egy Beele (Sybil) nevű lánya, aki valószínűleg 15 évnél idősebb volt, és egy ismeretlen korú fia.

## Vádak
1589-ben Stumppal zajlott a történelem egyik leghírhedtebb vérfarkas pere. Miután kifeszítették egy kínpadon, és mielőtt megkezdődtek volna a további kínzások, bevallotta, hogy 12 éves kora óta fekete mágiát gyakorolt. Azt állította, hogy az ördögtől kapott egy mágikus övet vagy fűzőt, amely lehetővé tette számára, hogy „egy mohó, falánk, erős és hatalmas farkas képmásává változzon, hatalmas szemekkel, amelyek éjszaka úgy szikráztak, mint a tűz, nagy és széles szájjal, a legélesebb és legkegyetlenebb fogakkal, hatalmas testtel és hatalmas mancsokkal”. Az öv levételével – mondta – visszaváltozott emberi alakjába. Elfogása után azt mondta a helyi elöljárónak, hogy az övet egy „bizonyos völgyben” hagyta. Az elöljáró elküldött érte, hogy keressék elő, de az öv soha nem került elő.
Stumpp állítólag 25 éven át "telhetetlen vérszívó" volt, aki kecskék, bárányok és juhok, valamint nők és gyermekek húsát falta. Mivel kínzással fenyegették, bevallotta, hogy megölt és megevett 14 gyermeket és 2 terhes nőt, akiknek magzatát kitépte a méhükből, és "forrón és nyersen evett a szívükből", amelyeket később "finom falatokként" jellemez. A 14 gyerek közül az egyik a fia volt, akinek az agyát a hírek szerint felfalta. Stumpp nagyon szerette a fiát, de végül a vérszomja győzött. Állítólag kiment fiával az erdőbe, farkasszerűvé változott és felfalta.
Stumppot nemcsak azzal vádolták, hogy sorozatgyilkos és kannibál volt, hanem azzal is, hogy vérfertőző kapcsolatot tartott fenn a lányával, akit vele együtt halálra ítéltek, és hogy egy távoli rokonával párosodott, ami a törvény szerint szintén vérfertőzésnek minősült. Ezen kívül bevallotta, hogy közösült egy szukkubusszal, akit az ördög küldött neki.

## Kivégzés

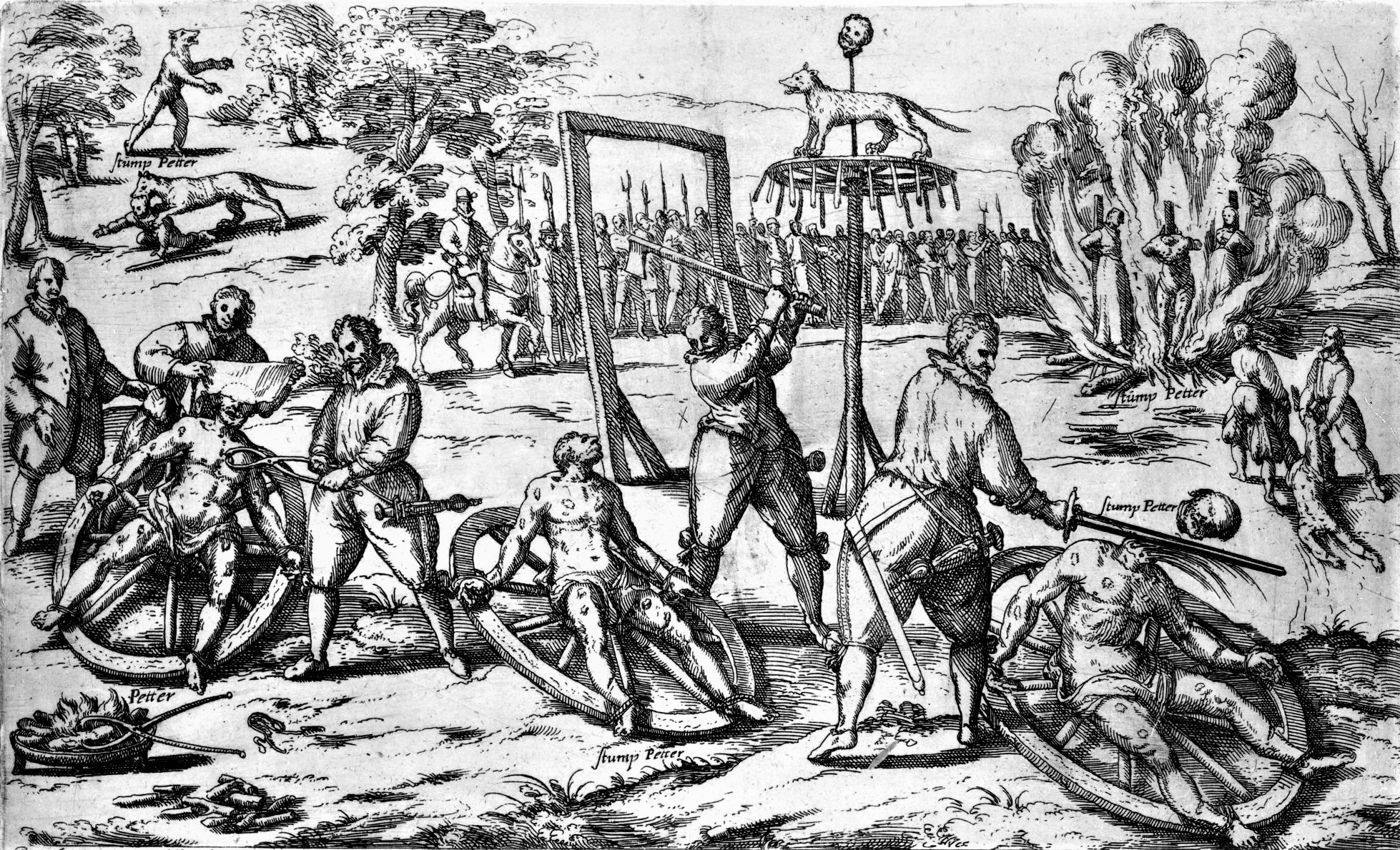
Lukas Mayer kompozit fametszete Peter Stumpp 1589-es kivégzéséről a Köln melletti Bedburgban

Stumpp kivégzése 1589. október 31-én az egyik legbrutálisabb kivégzés, amelyről feljegyzések maradtak, lányaé, Beele (Sybil) és szeretőjéé, Katherine mellett: kerékre tették, ahol "a húst tíz helyen tépték le a testéről" vörösen izzó fogókkal, majd a karjait és a lábait. Ezután végtagjait egy fejszefej tompa oldalával törték el, mielőtt lefejezték, és testét máglyán elégették. Lányát és szeretőjét már megnyúzták és megfojtották, és Stumpp testével együtt elégették. A helyi hatóságok a hasonló viselkedés elleni figyelmeztetésként egy oszlopot állítottak fel a kínzókerékkel és egy farkas alakjával, a tetejére pedig Peter Stumpp levágott fejét helyezték.

## A popkultúrában
- Az amerikai Macabre metálzenekar felvett egy dalt Peter Stumppról „The Werewolf of Bedburg” címmel; ez a Murder Metal című albumukon található.
- A német The Other horror punk zenekar felvett egy dalt Peter Stumppról „Werewolf of Bedburg” címmel a Casket Case albumukon.
- Jonathan Maberry regényíró és folklorista Pine Deep-trilógiájában Peter Stumpp a természetfeletti gonosztevő, Ubel Griswold. Mivel Griswold valójában Stumpp egyik történelmi álneve, Maberry úgy döntött, hogy az Ubel Griswold nevet használja ahelyett, hogy nyíltan elmondaná az embereknek, hogy a gonosztevő a hírhedt vérfarkas Peter Stumpp, egészen a sorozat harmadik könyvéig, a Bad Moon Risingig.
- A Scooby-Doo! című, közvetlenül videóra vett Big Top Scooby-Doo! című filmben Lukas Mayer 1589-ben Stumpp kivégzéséről készült fametszetének egy részét használják fel, bár a filmben Stumppról nem esik szó. A felhasznált rész egy férfit ábrázol, aki levágja egy vérfarkas bal mancsát (állítólag Stumpp vérfarkas alakban), és egy gyermeket, akit megtámad egy vérfarkas. A filmben bemutatott fametszet visszaállítja a vérfarkas bal mancsát, és eltávolítja a gyermeket a második vérfarkas állkapcsából, így úgy tűnik, mintha a kardforgató az egyik vérfarkassal harcolna, míg a másik elmenekül.
- A Doctor Who hangdrámában, a Loups-Garouxban Pieter Stubbe valójában vérfarkas volt. Sikerült megszöknie, mielőtt kivégezték volna, és még 5 évszázadot élt. 2080-ban Brazíliában az Ötödik Doktor vereséget szenvedett. Arra utalnak, hogy Anasztázia nagyhercegnőt és Lord Lucant is megette.
- Peter Stumpp történetét a 2015. április 6-án megjelent Lore podcast 3. epizódja is elmesélte. 2017-ben a podcast epizódot a Lore című tévésorozat adaptációjának 5. epizódjává alakították át, ahol Adam Goldberg alakította.
- Stubbe Peterre hivatkozik Deborah Harkness Shadow of Night című művének 17. fejezete, amely az All Souls-trilógia második regénye. Peréről és kivégzéséről egy füzet számol be, amelyet a főszereplők annak jeleként vesznek, hogy a boszorkányok és vámpírok a vártnál nagyobb veszélyben vannak. A könyvben a vérfarkasokat emberi mesének tekintik, amely a könyv világának farkasszerű vámpírjaival kapcsolatos megfigyeléseken és tapasztalatokon alapul.
- A Barátok közt a című tévésorozatban a Stumppot egy YA regény 1. évadának 7., „Grand Cayman” című epizódjában tárgyalják és használják referenciaként.
- A Torn című 2023-as thrillerfilm főszereplője Peter Stube, aki belső démonaival és egy kisváros vérfarkas-folklórjával küzd.[14]
- A német metálzenekar, a Powerwolf felvett egy dalt Peter Stumppról „1589” címmel. A dal 2024. május 17-én jelent meg kislemezként a Wake up the Wicked című albumuk promóciójának részeként.[15]

## Fordítás
Ez a szócikk részben vagy egészben  a   Peter Stumpp című angol Wikipédia-szócikk ezen változatának fordításán alapul.  Az eredeti cikk szerkesztőit annak laptörténete sorolja fel. Ez a jelzés csupán a megfogalmazás eredetét és a szerzői jogokat jelzi, nem szolgál a cikkben szereplő információk forrásmegjelöléseként.